# Arrondissement de Delitzsch

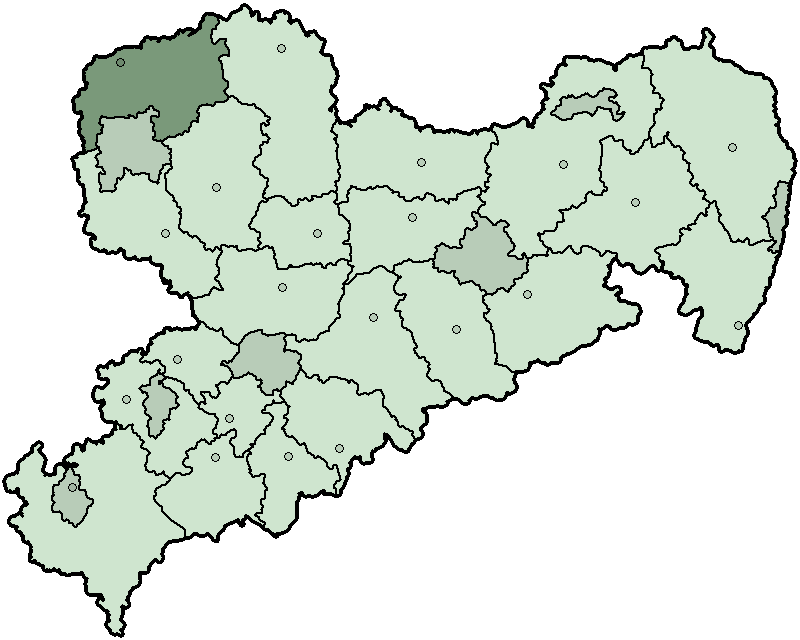
Localisation de l'ancien arrondissement en Saxe

L'arrondissement de Delitzsch était un arrondissement  (Landkreis) de Saxe (Allemagne), dans le district de Leipzig (Direktionsbezirk Leipzig) de 1994 à 2008. Il fut regroupé avec d'autres arrondissements le 1er août 2008 selon la réforme des arrondissements de Saxe de 2008.
Son chef lieu était Delitzsch.

## Villes et Communes
(nombre d'habitants en 2007)
| Städte 1. Bad Düben (8.727) 2. Delitzsch, Große Kreisstadt (27.509) 3. Eilenburg, Große Kreisstadt (17.355) 4. Schkeuditz (18.444) 5. Taucha (14.458) Verwaltungsgemeinschaften und Verwaltungsverbände - Verwaltungsgemeinschaft Krostitz mit den Mitgliedsgemeinden Krostitz und Schönwölkau - Verwaltungsverband Eilenburg-West (Sitz Eilenburg) mit den Mitgliedsgemeinden Jesewitz und Zschepplin - Verwaltungsverband Wiedemar mit den Mitgliedsgemeinden Neukyhna (VV-Sitz im Ortsteil Kyhna), Wiedemar und Zwochau | Gemeinden 1. Doberschütz (4.448) 2. Jesewitz (3.155) 3. Krostitz (3.991) 4. Laußig (4.449) 5. Löbnitz (2.254) 6. Neukyhna (2.530) 7. Rackwitz (5.329) 8. Schönwölkau (2.709) 9. Wiedemar (2.253) 10. Zschepplin (3.261) 11. Zwochau (1.114) |